# New Jersey Rockin’ Rollers
Die New Jersey Rockin’ Rollers waren ein US-amerikanisches Inlinehockeyfranchise aus East Rutherford im Bundesstaat New Jersey. Es existierte von 1994 bis 1997 und nahm an vier Spielzeiten der professionellen Inlinehockeyliga Roller Hockey International teil. Die Heimspiele des Teams wurden in der Continental Airlines Arena (bis 1996 Brendan Byrne Arena) ausgetragen, die auch Heimspielstätte der New Jersey Devils aus der National Hockey League war.

## Geschichte
Die New Jersey Rockin’ Rollers wurden 1994 im Zuge der Expansion der Roller Hockey International gegründet. Beim RHI-Spielerdraft im Februar 1994 wählten die Rockin’ Rollers unter anderem die eineiigen Zwillinge Chris Ferraro und Peter Ferraro, die beide stattdessen bei den New York Rangers aus der National Hockey League unterschrieben, und die Torhüterin Manon Rhéaume. Das Team startete mit Spielern wie Daniel Berthiaume, Iain Duncan und Trevor Jobe in ihre Premierensaison unter Nick Fotiu als Cheftrainer und General Manager. Die Rockin’ Rollers qualifizierten sich knapp für die Playoffs, in denen sie im Conference-Viertelfinale den Buffalo Stampede unterlagen.
In der Saison 1995 war ECHL-Starverteidiger Chris Valicevic Topscorer des Teams, das im Conference-Halbfinale gegen die St. Louis Vipers ausschied. Nachdem im Spieljahr 1996 die Qualifikation für die Endrunde verpasst worden war, erreichten die New Jersey Rockin’ Rollers in der Saison 1997 nach Siegen gegen die Montreal Roadrunners und Orlando Jackals das Murphy-Cup-Finale. Dort unterlagen sie aber den Anaheim Bullfrogs. Nachdem die Spielzeit 1998 ausgefallen war, nannte sich das Franchise zur Saison 1999 in New York/New Jersey Rockin’ Rollers um und plante, in Morristown sowie New York City zu spielen. Vor dem Beginn der Spielzeit wurden die Rockin’ Rollers jedoch aufgelöst.
Die Rockin’ Rollers verzeichneten in ihrer ersten Saison einen hohen Zuschauerzuspruch. Im Durchschnitt besuchten im ersten Spieljahr 6984 Personen die Spiele; in den Folgejahren musste jedoch ein Rückgang der Zuschauerzahlen hingenommen werden. Vergleichsweise eher wenige 4874 (1997) und 5992 (1996) Besucher wollten sich die Spiele anschauen. 
Die Teamfarben waren Grün, Schwarz, Weiß und Gelb.

## Saisonstatistik
Abkürzungen: Sp = Spiele, S = Siege, N = Niederlagen, U = Unentschieden, OTN = Niederlagen nach Overtime oder Shootout, Pkt = Punkte, T = Erzielte Tore, GT = Gegentore
| Saison | Sp                       | S                        | N                        | U                        | OTN                      | Pkt                      | T                        | GT                       | Platz                    | Playoffs |
| 1994   | 22                       | 11                       | 10                       | 1                        | –                        | 23                       | 158                      | 165                      | 4., Atlantic             | Niederlage im Conference-Viertelfinale, 0:2 (Buffalo)                                                                                 |
| 1995   | 24                       | 13                       | 11                       | 0                        | –                        | 26                       | 172                      | 167                      | 3., Atlantic             | Sieg im Conference-Viertelfinale, 2:0 (Minnesota) Niederlage im Conference-Halbfinale, 1:2 (St. Louis)                                |
| 1996   | 28                       | 7                        | 17                       | –                        | 4                        | 18                       | 167                      | 227                      | 5., Atlantic             | nicht qualifiziert |
| 1997   | 24                       | 16                       | 8                        | –                        | 0                        | 32                       | 195                      | 174                      | 2., Eastern              | Sieg im Conference-Halbfinale, 2:0 (Montreal) Sieg im Conference-Finale, 2:1 (Orlando) Niederlage im Murphy-Cup-Finale, 0:2 (Anaheim) |
| 1998   | Saison nicht ausgetragen | Saison nicht ausgetragen | Saison nicht ausgetragen | Saison nicht ausgetragen | Saison nicht ausgetragen | Saison nicht ausgetragen | Saison nicht ausgetragen | Saison nicht ausgetragen | Saison nicht ausgetragen | Saison nicht ausgetragen |

## Bekannte Spieler
- Kelly Askew
- Scott Beattie
- Chris Belanger
- Martin Bergeron
- Daniel Berthiaume
- Chad Biafore
- Matt DelGuidice
- Iain Duncan
- Nick Fotiu
- Éric Germain
- Yves Héroux
- Mark Major
- Dale McTavish
- Glen Metropolit
- Ryan Mulhern
- Davis Payne
- Steve Potvin
- Brad Purdie
- Manon Rhéaume
- Serge Roy
- Andy Rymsha
- Robert Schistad
- Sergei Swjagin
- Chris Valicevic